# Nilasera helus
Nilasera helus är en fjärilsart som beskrevs av Jean Baptiste Godart 1823. Nilasera helus ingår i släktet Nilasera och familjen juvelvingar. Inga underarter finns listade i Catalogue of Life.